# Röstberättigad
Röstberättigad (i äldre svenska och i finlandssvenska valberättigad) är den person som har rätt att rösta i ett val. Oftast handlar det om rätten att rösta på ett parti och/eller en politiker vid allmänna val. Även i olika ideella organisationer, bostadsrättsföreningar, religiösa samfund, idrottsklubbar m.m. förrättas val. Att vara valberättigad sammanhänger vanligen med att personen är myndig och dessutom är medborgare i landet eller medlem i föreningen. Inte sällan krävs dessutom att den enskilde ska ha varit medborgare eller medlem en viss tid innan han eller hon får rösta. I vissa länder krävs aktiv registrering i vallängden för rösträtt i politiska val. I många fall blir personen valbar samtidigt som han eller hon blir valberättigad. 

## Sverige
För att få rösta i Sverige måste man ha fyllt 18 år senast på valdagen. Utöver det gäller följande regler i val:
1. Riksdagsval: Svensk medborgare som är eller har varit folkbokförd i Sverige är röstberättigad.
2. Kommun- och landstingsval: Svensk medborgare: Folkbokförd i kommunen/landstinget. Medborgare i något av Europeiska unionens medlemsländer, Island eller Norge: Folkbokförd i kommunen/landstinget. Medborgare i något annat land än Sverige, EU:s medlemsländer, Norge eller Island: Folkbokförd i Sverige i tre år i följd före valdagen samt folkbokförd i kommunen/landstinget.
3. Europaparlamentsval: Svensk medborgare som är eller har varit folkbokförd i Sverige är röstberättigad. Medborgare i EU-land: Folkbokförd i Sverige samt har anmält sig till den svenska röstlängden till Europaparlamentsvalet.

I Sverige förs röstberättigade automatiskt upp på röstlängden, med undantag för medborgare i andra EU-länder vid val till Europaparlamentet.